# Marcel Dieu
Marcel Dieu dit Hem Day, né le 30 mai 1902 à Houdeng-Gœgnies et mort le 14 août 1969 à Evere (Bruxelles), est un bouquiniste, essayiste, éditeur, militant antimilitariste et socialiste libertaire belge.
En 1933, avec Léo Campion, il est le premier objecteur de conscience belge à renvoyer son livret militaire.
Son œuvre éditoriale est considérable : brochures diverses, biographies de militants, nombreux articles dans la presse libertaire internationale, conférences, participation à de nombreux meetings pour la paix, le droit d'asile, etc.

## Biographie
Anticonformiste et révolté dès son adolescence, il se déclare végétarien alors que son père est boucher.
Après la Première Guerre mondiale, il prend une part active à la reconstruction du mouvement libertaire et participe le 7 janvier 1923 au premier congrès de l'Union anarchiste de Belgique (réunissant fédération wallonne et flamande).
Il collabore, dès 1922, au journal L'Émancipateur suivi par Le Combat (dont il sera le gérant).
Fin 1925, le congrès anarchiste le désigne comme secrétaire-trésorier, il y fait adopter la résolution antimilitariste qui préconise la grève générale pour répondre à toute mobilisation.
Il est très actif dans la campagne pour sauver Sacco et Vanzetti.
En 1927, est créé le Comité International de Défense Anarchiste. Hem Day en est nommé secrétaire (tâche qu'il assumera jusqu'en 1939).
Sa boutique de bouquiniste à Bruxelles (Aux joies de l'esprit), et le reste de sa maison, deviennent alors un refuge pour de nombreux proscrits (de toutes nationalités). Francisco Ascaso, Buenaventura Durruti et Gregorio Jover y séjourneront avant de retourner en Espagne en 1931, ainsi que Louis Mercier-Vega en 1939.
Il publiera également entre 1927 et 1928 le journal Rebelle.
Selon Pol Defosse dans son Dictionnaire historique de la laïcité en Belgique, Hem Day est initié franc-maçon en 1932 à la loge Vérité du Droit Humain, obédience mixte.
Malgré son opposition à toute forme de guerre, Hem Day part en 1937 pour l’Espagne afin de participer à la révolution sociale. À Barcelone il participe aux émissions de radio de la CNT-FAI, et visite le front. Il revient convaincu de l’inutilité de la violence dans la révolution et devient un farouche partisan de la non-violence.
Le 15 mai 1937, à l'invitation du Cercle d'Études Populaires de Nimes, il donne une conférence : Le Fascisme contre l'intelligence : Franco contra Goya. Il est expulsé de France par les autorités.
Empreint de la pensée pacifiste d'Han Ryner, ami d'E. Armand et de Sébastien Faure, il poursuit durant la guerre son action de solidarité.
En 1945, il adhère à l'Internationale des résistant(e)s à la guerre.

## Premier objecteur de conscience
En 1933, une figure de proue du parti Libéral belge, Albert Devèze, ministre de la Défense Nationale, dépose un projet de loi interdisant toute propagande pacifiste et toute diffusion d'idées antimilitaristes. Sans attendre, Hem Day et Léo Campion renvoient leurs livrets militaires.
La réponse ne tarde guère, un mois après, le ministre rappelle les deux hommes sous les armes par mesure de discipline, ils doivent rejoindre leur unité. Ce qu'ils refusent de faire. Ils sont arrêtés quelques jours plus tard.
Hem Day est arrêté dans la rue. Le 19 juillet 1933, il comparaît avec Léo Campion devant le Conseil de Guerre. De nombreuses personnalités sont venues les soutenir, dont Han Ryner et Isabelle Blume. Les témoins refusent de prêter serment en disant « Je jure de dire la vérité, toute la vérité, ainsi m'aide Dieu. » Devant l'insistance du Président, ils prononcent la formule en se tournant vers Hem Day puisqu'il s'appelle en réalité Marcel Dieu.
Hem Day déclare d'emblée : « Je suis ici, non en accusé, mais en accusateur ! ». Personne n'attend une condamnation, mais seulement une joute oratoire, les notes relatives au service militaire des prévenus sont bonnes et tout ce que l'on peut leur reprocher, est d'avoir refusé de répondre à un rappel imposé à titre de sanction. Prenant la parole, tour à tour, les accusés se transforment en accusateurs et ridiculisent les autorités judiciaires et militaires.
Paul-Henri Spaak, futur homme politique de tout premier plan et notamment secrétaire général de l'OTAN, plaide pour les accusés : « La guerre à présent, ce sont les colonies, le pétrole, le prestige de tel gouvernement. La guerre aujourd'hui, c'est le résultat de tous les impérialismes. » Il s'interroge ensuite sur le concept de patriotisme pour les millions de chômeurs et de sans-abris engendrés par la crise.
Le verdict est lourd : 2 ans de prison pour lui et 18 mois pour Campion.
L'affaire risque de tourner au cercle vicieux puisque, une fois leur peine purgée, les condamnés allaient être rappelés et refuseraient immanquablement à nouveau de se soumettre à cette injonction et seraient à nouveau condamnés... De nouvelles protestations s’élèvent et en appel, la peine est réduite pour chacun des condamnés.
Mais, ceux-ci refusent toute sanction et, avec un autre objecteur, Lionel de Vlaminck, entament une grève de la faim.
L'opinion publique, craignant que la plaisanterie ne tourne au tragique, exige une libération immédiate. Les avocats des accusés, Deublet et Spaak, et d'autres citoyens renvoient leurs livrets militaires. Des anciens combattants sont prêts à les imiter. La pression exercée est si forte que le sort du gouvernement s'en trouve menacé. Autorités et ministres ne savent comment se tirer de l'impasse. Par une formule saugrenue, ils tentent de sauver la face : Campion et Hem Day sont renvoyés de l'armée car indignes de figurer plus longtemps dans ses rangs. Ils sont chassés de l'armée pour cause d'avoir été condamnés pour ne pas vouloir y rester !
Toute cette agitation aboutit donc à la libération des trois objecteurs de conscience, et, également, à l'abandon du projet Devèze.
Un livre, édité en 1968, reviendra, documents à l'appui, sur cette affaire.

## Éditeur libertaire

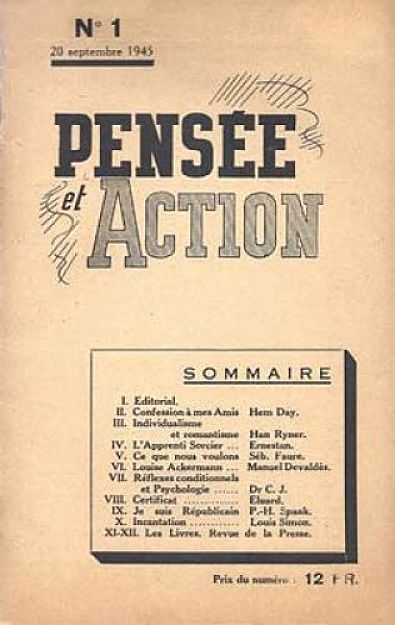
Pensée et Action, no 1, 20 septembre 1945.

De 1932 à 1939, il édite la revue Pensée et Action. La publication étant interrompue pendant la guerre, il la fait reparaître en 1945.
En 1953, elle prend le titre Les Cahiers de Pensée et Action.
Jusqu'à sa mort, Hem Day publie des dizaines d'ouvrages sous l'intitulé des Éditions Pensée et action (Paris-Bruxelles). Pour lui, « On ne le dira jamais assez, l’anarchisme, c’est l’ordre sans le gouvernement ; c’est la paix sans la violence. C’est le contraire précisément de tout ce qu’on lui reproche, soit par ignorance, soit par mauvaise foi. »
Après sa disparition, sa bibliothèque et ses archives seront remises à la grande Bibliothèque de Bruxelles.

## Œuvres
- Aperçu de la question religieuse en Espagne, Action rationaliste belge, 1932[22].
- Bakounine et sa Confession, suivi de La légende de la dictature chez Bakounine, La Brochure mensuelle, no 155-156, 1935[23].
- Érasme, F. Piton, Bibliothèque de l'artistocratie, no 67, 1936[24].
- Le Fascisme contre l'intelligence : Franco contra Goya (conférence 15 mai 1937), Éditions du Cercle d'Études Populaires (Nimes), 1937[7].
- Alerte, voici les gaz !, Éditions Pensée et action, 1938[25].
- Étienne de La Boétie, R. Debresse, Bibliothèque de l'artistocratie, no 103, 1939[26].
- Souvenirs sur Han Ryner, Les Amis de l'artistocratie, Bibliothèque de l'artistocratie, no 123, 1946[27].
- Non-violence et action directe, Éditions Pensée et action, 1948[28].
- L'objection de conscience et la loi en Belgique, Section belge de l'Internationale des résistant(e)s à la guerre, 1949[29]
- Ernestan (1898-1954) : sa vie, son œuvre, Éditions Pensée et action, 1955[30].
- Ernestan : essai de bibliographie, Éditions Pensée et action, 1955[31].
- Ernestan (1898-1954) : sa vie, son œuvre, Éditions Pensée et action, 1955[32].
- Avec André Prudhommeaux, Ernestan (1898-1954) et le socialisme libertaire, Paris-Bruxelles, Pensée et Action, 1955.
- Deux Frères de bonne volonté Élisée Reclus et Han Ryner, Éditions les Amis de Han Ryner et Pensée et action, 1956[33].
- Élisée Reclus en Belgique : sa vie, son activité, Éditions Pensée et action, 1956[34].
- Un en-dehors, Manuel Devaldès, 1875-1956, Paris-Bruxelles, Pensée et Action, 1957, notice.
- Bible de l'objecteur de conscience et de raison, Éditions Pensée et action, 1957[35].
- Louise Michel, Jules Verne, de qui est "Vingt mille lieues sous les mers" ? suivi de Louise Michel, poète, Éditions Pensée et action, 1959[36].
- Bibliographie de Louise Michel : 1830-1905, Éditions Pensée et action, 1959[37].
- Francisco Ferrer : un précurseur, Éditions Pensée et action, 1959.
- Essai de bibliographie sur l'œuvre de Francisco Ferrer, Éditions Pensée et action, 1960[38].
- Gérard de Lacaze-Duthiers : l'artistocratie en action, Éditions Pensée et action, 1960[39].
- Gérard de Lacaze-Duthiers : le pacifiste, Éditions Pensée et action, 1960[40].
- Ferdinand Domela Nieuwenhuis : vie et pensée, Éditions Pensée et action, 1960[41].
- Essai de bibliographie sur l'œuvre de Sébastien Faure, Éditions Pensée et action, 1961[42].
- Essai de bibliographie sur l'œuvre de Gérard de Lacaze Duthiers, Éditions Pensée et action, 1960[43].
- Individualisme d'harmonie chez Han Ryner, Paul Avrich Collection (Library of Congress), Éditions Pensée & action, 1963[44].
- E. Armand, Sa vie, sa pensée, son Œuvre, Paris-Bruxelles, Éditions Pensée et action, 1964.
- Bibliographie de Hem Day, Éditions Pensée et action, 1964[45].
- Bibliographie de Michel Bakounine, Éditions Pensée et action, 1966[46].
- Autour d'un procès avec Léo Campion, Éditions Pensée et action, 1968[47].
- Zo d’Axa, mousquetaire ; patricien de l’an-archie, Éditions Pensée et action, 1968.
- Essai d'une bibliographie littéraire consacrée à la mine et aux mineurs, Lallaing, Impr. du "Musée du soir", sans date[48].
- Histoire du chant de L'Internationale, Le Combat syndicaliste, 1970[49].

### Traductions
- Hem Day, Erich Mühsam, Éditions Pensée et action, 1939[50] (publié d'abord en français en 1934[51]).
- Hem Day, Eugen Relgis, Vladimiro Muñoz, Dos hermanos de buena voluntad, Eliseo Reclus y Han Ryner, Ediciones "Solidaridad", Montevideo, Uruguay, 195-[52].

### Préfaces
- Ernestan, Valeur de la liberté. Le Socialisme contre l'autorité. Socialisme et humanisme., Paris, La Ruche ouvrière, 1966[53].

### Articles
- « Et des anarchistes partirent en guerre… », Le Monde libertaire, no 1 732, 13 février-5 mars 2014 [lire en ligne].
- Il contribue à l'Encyclopédie anarchiste, initiée par Sébastien Faure, publiée en quatre volumes, entre 1925 et 1934[54].